# Hiéroglyphe égyptien D59
Le hiéroglyphe égyptien D59 (jambe et bras) est classifiée dans la section D « Parties du corps humain » de la liste de Gardiner ; cet hiéroglyphe y est noté D59.

## Représentation
C'est une combinaison des deux hiéroglyphes représentant une jambe tendue (hiéroglyphe D58) et un bras tendu, paume vers le haut (hiéroglyphe D36). Il est translittéré ˁb.

## Utilisation
C'est un phonogramme bilitère de valeur ˁb.
| D36 |

| D36 |

| D58 |

| D58 |

| D58 |

| D58 |

## Exemples de mots
| D59 | F17 |

| D59 | F17 |

| D59 | F16 |

| D59 | F16 |

| D59 | D59 | N21 |

| D59 | D59 | N21 |